# Rita Fuhrer
Pour les articles homonymes, voir Fuhrer.
Rita Fuhrer, née le 10 juillet 1953 (originaire d'Adelboden), est une personnalité politique suisse du canton de Zurich, membre de l'Union démocratique du centre (UDC).
Elle est conseillère d'État de 1995 à 2010.

## Biographie
Rita Fuhrer naît Rita Honegger le 10 juillet 1953. Elle est originaire d'Adelboden, dans le canton de Berne. Elle a un frère, Erich, et une sœur, Bernadette.
Elle s'installe à Zurich en 1986, à l'âge de 33 ans, après avoir habité dans les cantons de Saint-Gall et de Nidwald. Elle est longtemps femme au foyer, donnant naissance à son premier enfant à l'âge de 19 ans. Elle devient par la suite directrice d'une agence de caisse-maladie.
Mariée à Fredy Fuhrer à l'âge de 18 ans et mère de quatre enfants (le troisième meurt peu après sa naissance),, elle habite Pfäffikon, dans le canton de Zurich. L'un de ses fils, Fabian Fuhrer, est l'un des porte-voix du mouvement Occupy au début des années 2010,,,.

## Parcours politique
Elle est membre de l'UDC. Qualifiée de fille spirituelle de Christoph Blocher,, elle représente la ligne dure du parti,, défendant notamment « une politique répressive en matière de drogue et intransigeante quant à l'adhésion européenne ».
Elle siège au Conseil cantonal de Zurich du 2 mars 1992 au 7 mai 1995 pour la circonscription de Pfäffikon.

### Conseil d'État
Elle est élue en 1995 au Conseil d'État du canton de Zurich au détriment de la candidate socialiste Vreni Müller-Hemmi (de), permettant à l'UDC de récupérer son deuxième siège au gouvernement, perdu en 1991,. Elle est la première femme de droite à y accéder, en même temps que la Verte Verena Diener.
Elle y dirige tout d'abord la direction de la police et des affaires militaires jusqu'en 1998. Elle mène notamment la fusion des polices criminelles du canton et de la ville de Zurich et suit une ligne dure en matière d'asile, plaidant pour le renforcement des mesures de contrainte telles que la prison, au besoin à vie, pour les demandeurs d'asile illégaux. Son action déterminée pour « faire le ménage » au sein de la police, secouée par une affaire de dépenses somptuaires et qui « fonctionnait comme un État dans l'État », est saluée,.
Surnommée « Lovely Rita », (en référence à la contractuelle de la chanson des Beatles ; le surnom aurait été trouvé par son collègue socialiste au gouvernement Markus Notter (de)), elle est brillamment réélue en 1999. Elle reprend la direction des affaires sociales et de la sécurité, puis la direction de l'économie en 2004 après sa troisième réélection en 2003, où elle décroche la troisième place. Elle préside le gouvernement en 2000-2001 et 2007-2008. En 2000, elle est candidate officielle de son parti aux côtés de Roland Eberle pour la succession d'Adolf Ogi au Conseil fédéral. Arrivée en tête au premier tour de scrutin avec 54 voix, elle se maintient jusqu'au sixième tour (28 voix), qui voit l'élection de Samuel Schmid (121 voix contre 83 à Ulrich Siegrist (de)),.
Ses mandats sont marqués par des conflits en matière de personnel (licenciement du commandant de la police cantonale, puis du commandant de l'arrondissement de Winterthour notamment), avec la directrice de la police zurichoise et avec un autre membre du gouvernement, Dorothée Fierz (de), qui finira par démissionner. Elle commentera ces derniers conflits comme suit : « Lorsque deux hommes se disputent, on parle de confrontation politique ; mais lorsque deux femmes ne sont politiquement pas du même avis, on dit qu'elles se disputent »,.
Son mandat à la tête de la direction de l'économie est marqué par le conflit avec l'Allemagne sur le bruit des avions (de), puis par ses problèmes de santé (pneumonie aiguë, accident à vélo et enfin cancer du sein diagnostiqué en décembre 2019),,. Elle démissionne pour raisons de santé à l'été 2019 pour le 30 avril 2010.